# 준비서면
준비서면(brief)이란 소송당사사자가 변론에서 진술하고자 하는 사항을 기재하여 법원에 제출하는 서면을 뜻한다. 준비서면의 기재사항은 당사자의 성명, 명칭, 상호, 주소, 대리인의 성명, 주소, 사건표시, 공격방어방법, 상대방의 청구와 공격 또는 방어에 대한 진술, 덧붙인 서류의 표시, 작성일자, 법원표시 등이다.

## 제출의 효과
1. 진술간주
2. 실권효의 배제
3. 피고의 경정에 대한 동의권
4. 소의 취하에 대한 동의권

## 같이 보기
- 변론준비절차